# Zimbabue en los Juegos Olímpicos de Pekín 2008
Zimbabue estuvo representado en los Juegos Olímpicos de Pekín 2008 por un total de 13 deportistas, 8 hombres y 5 mujeres, que compitieron en 6 deportes.
El portador de la bandera en la ceremonia de apertura fue el atleta Brian Dzingai.

## Medallistas
El equipo olímpico zimbabuense obtuvo las siguientes medallas:
| Nombre          | Deporte  | Competición     |
| --------------- | -------- | --------------- |
| Oro             |          |                 |
| Kirsty Coventry | Natación | 200 m espalda F |
| Plata           |          |                 |
| Kirsty Coventry | Natación | 100 m espalda F |
| Kirsty Coventry | Natación | 200 m estilos F |
| Kirsty Coventry | Natación | 400 m estilos F |
| Bronce          |          |                 |
| —               |          |                 |